# Margarete Berger-Heise
Margarete Berger-Heise, geborene Linsner, bis 1957 Margarete Heise (* 11. Januar 1911 in Berlin; † 27. März 1981 in West-Berlin), war eine deutsche Politikerin der SPD. Sie war von 1953 bis 1969 eine vom Abgeordnetenhaus von Berlin gewählte Berliner Bundestagsabgeordnete.

## Leben
Margarete Berger-Heise besuchte die Volksschule und anschließend die Viktoria-Fachschule. Von 1927 bis 1932 arbeitete sie als Blumenbinderin und -verkäuferin. Sie trat 1928 in die Sozialistische Arbeiterjugend ein, 1932 auch in die SPD. Ab 1931 engagierte sie sich in der Sozialkommission des Zentralverbandes der Angestellten. 1933/34 war sie Kontoristin und danach Hausfrau. Ab 1942 besuchte sie eine private Handelsschule in Berlin, nach deren Abschluss sie von 1944 bis 1947 leitende Angestellte eines Berliner Verlages war. 
In der Viersektorenstadt Berlin war sie ab 1945 wieder in der Berliner SPD aktiv, deren Mitglied sie auch nach der Zwangsvereinigung von SPD und KPD zur SED in der sowjetischen Besatzungszone im Jahr 1946 blieb. Aufgrund des Viermächte-Status durfte die SPD auch im Ostteil Berlins formell weiterbestehen, wurde dort aber von der sowjetischen Besatzungsmacht und später den DDR-Behörden behindert. Im Ost-Berliner Bezirk Weißensee leitete Heise von 1946 bis 1949 die SPD-Frauengruppe und war ab 1950 SPD-Kreisvorsitzende. Seit 1949 war sie als Organisationssekretärin Mitglied des Landesvorstands der Berliner SPD.
Im geteilten Berlin gewann Heise 1950 bei der ersten Wahl zum Abgeordnetenhaus von Berlin (das nur von den Bürgern der drei Westsektoren gewählt wurde und dessen Beschlüsse nur in West-Berlin Geltung hatten) ein Mandat. Anlässlich der Bundestagswahl 1953 entsandte sie das Abgeordnetenhaus als Vertreterin Berlins – mit beratendem Stimmrecht – in den Deutschen Bundestag in Bonn, dem sie (ab 1957 Berger-Heise) bis 1969 als Mitglied der SPD-Fraktion angehörte. Neben ihrem Parteikollegen Kurt Neubauer war sie die einzige Bundestagsabgeordnete, die bis zum Bau der Berliner Mauer 1961 in Ost-Berlin lebte. Danach zog sie in den Bezirk Tempelhof im Westteil der Stadt.